# Helen Fay Dowker
Helen Fay Dowker (* 9. září 1965) je britská fyzička a profesorka teoretické fyziky na Imperial College London. Je dcerou fyzika Stuarta Dowkera, který pracoval na univerzitě v Manchesteru a bývalou doktorandkou britského astrofyzika Stephena Hawkinga.
Její práce se týká oblasti teoretické a matematické fyziky se zaměřením na kvantovou gravitaci. Zabývá se také výzkumem kvantových počítačů.

## Vzdělání

Schwarzschildova červí díra

Jako studentka na univerzitě v Cambridgi se zajímala o červí díry a kvantovou kosmologii. Po studiu matematických triposů na téže univerzitě získala v roce 1987 Tysonovu medaili za nejlepší výkon v předmětech souvisejících s astronomií. V roce 1990 získala doktorát za svou práci "Časoprostorové červí díry", kterou provedla pod vedením astrofyzika Stephena Hawkinga. Následně strávila nějaký čas jako postdoktorandka ve Fermi National Accelerator Laboratory, University of California, Santa Barbara a California Institute of Technology.

## Kariéra a výzkum
Do roku 2003 přednášela na Queen Mary University v Londýně. Od téhož roku je profesorkou teoretické fyziky a členkou skupiny teoretické fyziky na Imperial College v Londýně a hostující členkou Perimeter Institute.
Provádí výzkum v řadě oblastí teoretické fyziky, včetně kvantové gravitace, základů kvantové mechaniky a kauzální teorie množin. Zaměřuje se na kauzální přístup k formulaci teorie kvantové gravitace.
Publikovala také na různá související témata, jako je například kvantová teorie informace. Některé z jejích publikací spadají do oblasti matematické fyziky. Zde kombinuje fyziku s tématy z matematiky, kterým se jinak v přírodních vědách věnuje jen malá pozornost, jako je matematická logika a axiomatizace, stejně jako základy fyzikálních teorií.
V této souvislosti také přednesla přednášku o logice quantum na Institute for Quantum Computing na University of Waterloo a přednášku o dynamické logice na konferenci Categories, Logic and Foundations of Physics II na University of Oxford.

## Popularizace vědy

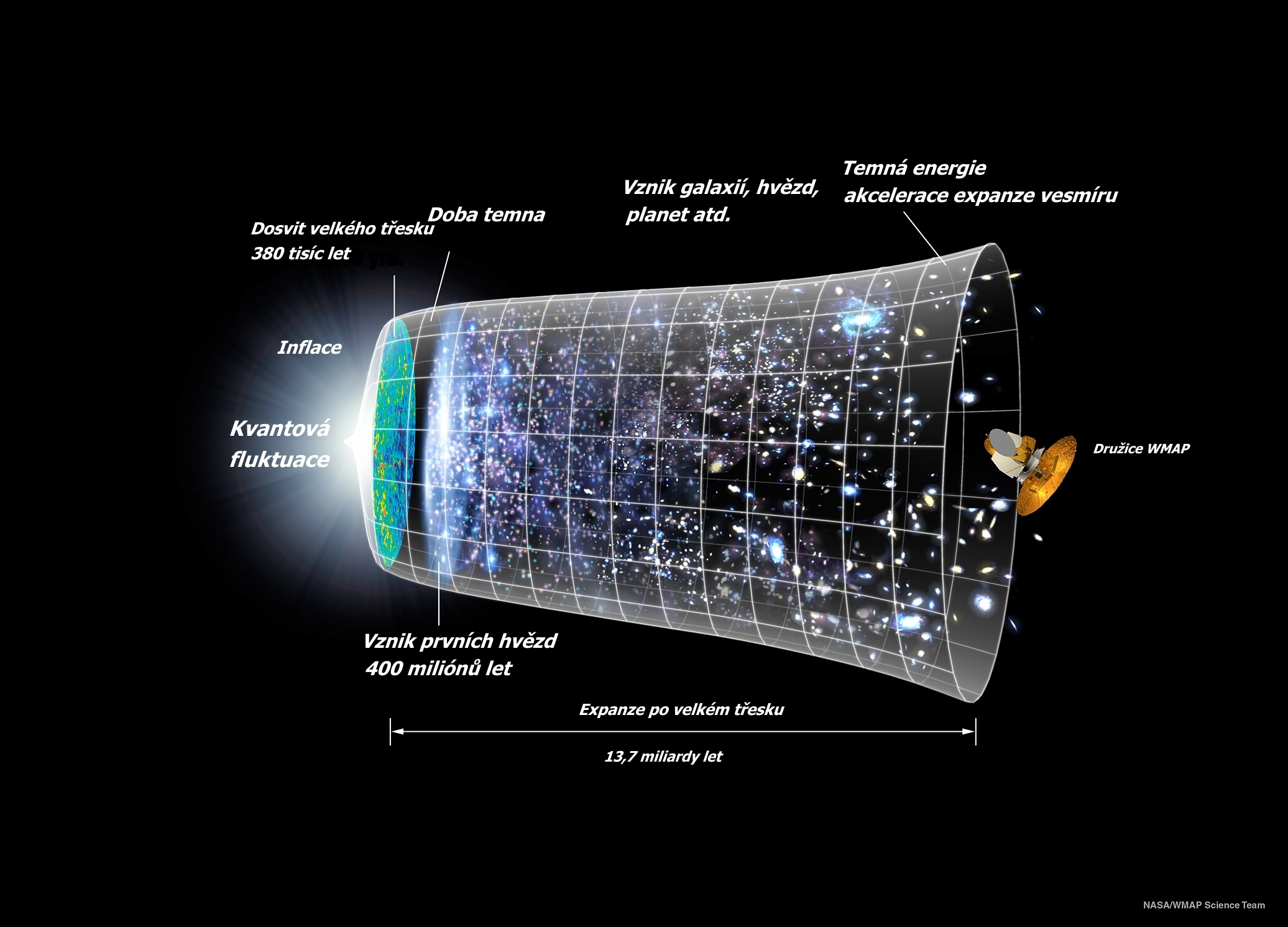
Vývoj vesmíru podle současných teorií

- Vývoj vesmíru podle současných teoriíHelen Fay Dowker se věnuje práci v oblasti public relations ve smyslu vědecké komunikace.
- V letech 2013 až 2020 byla několikrát hostem populárního vědeckého rozhlasového pořadu BBC Radio 4 The Infinite Monkey Cage, kde diskutovala o různých vědeckých otázkách s moderátory Brianem Coxem a Robinem Incem.
- V roce 2017 poskytla rozhovor Jimovi Al-Khalili pro BBC Radio 4's The Life Scientific.
- Ve stejném roce se zúčastnila veřejné panelové diskuse o paralelních vesmírech organizované Fórem pro evropskou filozofii. Tam obhájila svůj názor před filozofy vědy Eleanor Knoxovou z King's College v Londýně a Simonem Saundersem z Oxfordské univerzity.
- Několik videozáznamů jejích přednášek, některé výslovně pro širší publikum, je k dispozici na YouTube a dalších platformách na internetu a v některých případech bylo zhlédnuto až 270 000krát (od roku 2020)od roku 2020).
- V roce 2020 byla hostem Stephena Wolframa na jeho podcastu.

## Osobní život

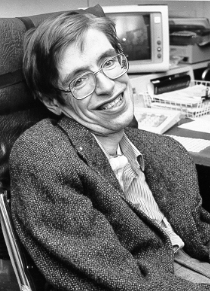
Stephen Hawking v NASA v roce 1980

Helen Fay Dowker je dcerou fyzika Stuarta Dowkera, který pracoval na univerzitě v Manchesteru. V roce 2012 u příležitosti jeho 75. narozenin vydal Journal of Physics A:of Physics A: Mathematical and Theoretical speciální číslo věnované jemu. Předmluvu napsala jeho dcera Fay Dowker.
V roce 2018 po smrti Stephena Hawkinga pronesla Fay Dowker veřejnou řeč na jeho počest. Popsala ho jako "učitele, mentora a přítele." Zdůraznila, že jeho odkaz a vliv na vědu zůstane navždy i po jeho smrti.